# Saint-Pierre-sur-Doux
 Saint-Pierre-sur-Doux  là một xã ở tỉnh Ardèche, vùng Auvergne-Rhône-Alpes ở đông nam nước Pháp.